# Граб японский
Граб японский (лат. Carpinus japonica) — вид лиственных деревьев из рода Граб (Carpinus) семейства Берёзовые (Betulaceae).
В посадках весьма декоративен.

## Распространение и экология
В природе ареал вида охватывает Японию.
В естественных условиях растёт во втором ярусе смешанных лесов.
Теплолюбив, теневынослив, растёт медленно.

## Ботаническое описание
Небольшое листопадное дерево, высотой 6—9 м, в редких случаях до 15 м, при диаметре ствола до 25 см. Крона густая, широкая, компактная. Кора серого цвета, растрескивающаяся. Молодые ветки опушённые, с многочисленными чечевичками.
Почки ланцетные, острые, длиной 7—13 мм. Листья сильно гофрированные, эллиптические или продолговато-ланцетные, длиной 5—10 см, шириной 3-6 см, постепенно заострённые, в основании широко-округлые или едва сердцевидные, неравномерно остро-удвоенно-пильчатые, сверху тёмно-зелёные, при распускании розовые, на черешках длиной 7—15 мм.
Пестичные серёжки поникающие, продолговато-овальные, длиной 6—8 см, на ножках длиной до 3 см. Обёртки овальные, длиной около 2 см, зубчатые, в основании с маленьким свободным язычком, прикрывающим орешек.
Цветение в мае. Плодоношение в октябре. Растение опыляющееся ветром.
|                                                        |  |  |  |
| Слева направо: Почки. Листья. Женские серёжки. Бонсай. |  |  |  |

## Таксономия
Вид Граб японский входит в род Граб (Carpinus) подсемейства Лещиновые (Coryloideae) семейства Берёзовые (Betulaceae) порядка Букоцветные (Fagales).
|  |                                      |  |                                                             |                                                             |                     |  | ещё 7 семейств (согласно Системе APG II) | ещё 7 семейств (согласно Системе APG II)                   |                                                            |  |  |  | ещё 3 рода   | ещё 3 рода        |  |  |
|  |                                      |  |                                                             |                                                             |                     |  | ещё 7 семейств (согласно Системе APG II) | ещё 7 семейств (согласно Системе APG II)                   |                                                            |  |  |  | ещё 3 рода   | ещё 3 рода        |  |  |
|  |                                      |  |                                                             | порядок Букоцветные                                         |                     |  |                                          |                                                            | подсемейство Лещиновые                                     |  |  |  |              | вид Граб японский |  |  |
|  |                                      |  |                                                             | порядок Букоцветные                                         |                     |  |                                          |                                                            | подсемейство Лещиновые                                     |  |  |  |              | вид Граб японский |  |  |
|  | отдел Цветковые, или Покрытосеменные |  |                                                             |                                                             | семейство Берёзовые |  |                                          |                                                            | род Граб                                                   |  |  |  |              |                   |  |  |
|  | отдел Цветковые, или Покрытосеменные |  |                                                             |                                                             |                     |  |                                          |                                                            |                                                            |  |  |  |              |                   |  |  |
|  |                                      |  | ещё 44 порядка цветковых растений (согласно Системе APG II) | ещё 44 порядка цветковых растений (согласно Системе APG II) |                     |  |                                          | ещё одно подсемейство, Берёзовые (согласно Системе APG II) | ещё одно подсемейство, Берёзовые (согласно Системе APG II) |  |  |  | ещё 40 видов |                   |  |  |
|  |                                      |  |                                                             | ещё 44 порядка цветковых растений (согласно Системе APG II) |                     |  |                                          |                                                            | ещё одно подсемейство, Берёзовые (согласно Системе APG II) |  |  |  |              |                   |  |  |